# Monastero di Stavronikita
Il monastero di Stavronikita (in greco Σταυρονικήτα?) è uno dei venti monasteri della Chiesa ortodossa a Monte Athos, in Grecia.
È posto al centro est della penisola atonita ed occupa la quindicesima posizione nell'ordine gerarchico dei monasteri della Santa Montagna.
È dedicato a San Nicola che si festeggia il 6 dicembre (19 dicembre).
Il monastero è retto a statuto cenobitico che nel 1990 contava una trentina di monaci.

## Storia
Il complesso monastico è il più piccolo dei monasteri di Monte Athos, fondato probabilmente nel IX secolo inizialmente fu uno skita del Monastero di Philotheou. Nel 1533 il primo igumeno del monastero Gregorio Geromeriatis lo riscattò assieme a tutto il territorio circostante e ottenne nel 1541, dal Patriarca di Costantinopoli Geremia I, lo statuto di monastero a pari diritti con gli altri monasteri atoniti.

## Patrimonio artistico

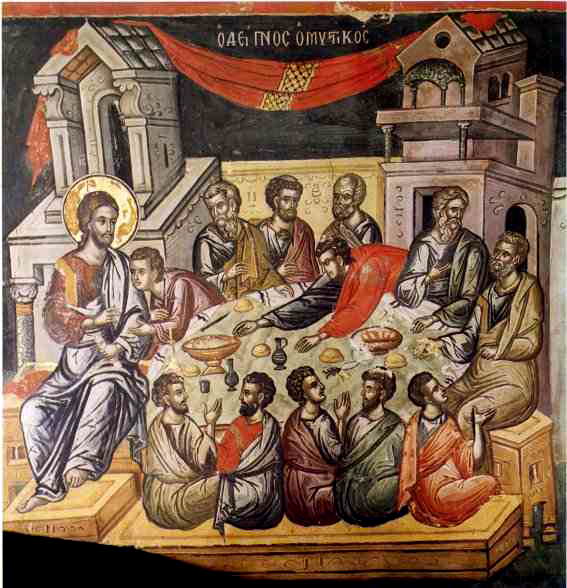
Ultima cena, affresco di Theophanes di Creta

Il katholikòn di Stavronikita è il più piccolo della penisola, dedicato a San Nicola, fu edificato nel XVI secolo sulle rovine di una chiesa molto più antica dedicata alla Vergine Maria (Theotókos). La chiesa è decorata da affreschi di Teofane di Creta (Theophanes), di questo pittore è presente anche una icona.